# Smurfit-Stone Building
Het Smurfit-Stone Building, ook bekend als het Diamond Building, is een wolkenkrabber in Chicago. Het staat op 150 North Michigan Avenue en stond vroeger bekend als het Stone Container Building en het Associates Center. De bouw van de kantoortoren begon in 1983 en werd in 1984 voltooid.

## Ontwerp
Het Smurfit-Stone Building is 177,4 meter hoog en telt 41 verdiepingen. Het gebouw heeft bovenin vijf extra etages, maar deze staan leeg en worden niet gerekend tot de officiële verdiepingen. Het is door Sheldon Schlegman van A. Epstein and Sons International, Inc. ontworpen in modernistische stijl en heeft een oppervlakte van 65.961 vierkante meter.
Bij de zuidoostelijke hoek heeft men op straatniveau een deel van het gebouw weggelaten, waardoor een driehoekige nis ontstaat. Alleen een driehoekige pilaar heeft men in deze hoek laten staan. De pilaar bevat een openbare trap naar het nabij gelegen Metra treinstation. In de nis staat het sculptuur "Communication - X9" van Yaakov Agam.
Het schuinde dak van het gebouw is omringd door witte lampen. Rond vakanties worden de lampen door gekleurde lichten vervangen. Bij speciale gebeurtenissen worden ook de ramen van het schuine vlak verlicht, waardoor korte berichten kunnen worden gespeld.